# MY HOMEギジェ
『MY HOMEギジェ』（まいほーむギジェ）は、1981年から1984年にかけて『月刊OUT』および当時は同誌の増刊誌であった『アニパロコミックス』に連載された、岩崎摂作のパロディ（アニパロ）4コマ漫画である。

## ストーリー
アニメ『伝説巨神イデオン』の登場人物、ギジェとシェリルの夫婦生活や、隣家であるジョーダン家の日常を描く。
『伝説巨神イデオン』のキャラクターを借りただけで、世界観的には『イデオン』とは無関係。おおむね1980年代の日本（そして恐らく、神奈川県横浜市）を舞台にする日常漫画である。

## 主な登場人物
フォルモッサ・ギジェ
主人公。大学時代にシェリルと出会い、求婚してフォルモッサ家へ婿入りした。家を守る専業主夫。
フォルモッサ・シェリル
ギジェの妻。キャリアウーマンであり、家事などは夫に任せている。
フォルモッサ・光国（フォルモッサ・みつくに）
連載後期に誕生したギジェとシェリルの息子。名は天下の副将軍こと越後のちりめん問屋からと推測されるが、定かではない。
ジョーダン・ベス
フォルモッサ家の隣に住むサラリーマン。横浜のスカーフ製造会社「横浜スカーフ」のやり手部長。
ジョーダン・カララ
ベスの妻。子沢山の主婦。
ジョーダン・はるこ
ベスとカララの娘。長女で中学生。